# DSV Schweidnitz
DSV Schweidnitz was een Duitse voetbalclub uit Schweidnitz, dat sinds 1945 het Poolse Świdnica is.

## Geschiedenis
In 1933 werd de Duitse competitie grondig geherstructureerd door de aan de macht gekomen NSDAP. De Zuidoost-Duitse voetbalbond verdween en in de plaats kwam de Gauliga Schlesien. Om tot een competitief team te komen fuseerden VfR 1915 Schweidnitz en SV Preußen Schweidnitz tot DSV Schweidnitz. Beide clubs speelden voorheen in de Berglandse competitie en enkel Preußen had zich voor de Bezirksliga Mittelschlesien, de tweede klasse, weten te plaatsen.
De eerste jaren eindigde de club telkens in de subtop. Nadat de competitie in 1939 in twee groepen werd onderverdeeld en de club niet meer moest opboksen tegen de grote clubs uit Breslau werden ze groepswinnaar. In de finale verloor de club dan wel van SC Vorwärts Breslau. Het volgende seizoen werd de club tweede achter SV Preußen Waldenburg-Altwasser, maar doordat hierna de Gauliga opgesplitst werd nam de club nog deel aan een eindronde om te promoveren, hier werd de club winnaar voor drie clubs uit Breslau.
In de Gauliga Niederschlesien 1941/42 werd de club laatste, maar degradeerde niet door het forfait van Gelb-Weiß Görlitz. Het volgende seizoen werden ze vierde. Voor het seizoen 1943/44 fuseerde de club met LSV Richthofen Schweidnitz tot DSVgg 1911 Schweidnitz. De competitie werd in meerdere reeksen verdeeld en de club werd groepswinnaar, in de eindronde om de titel met STC Hirschberg en Breslauer SpVgg 02  verloor de club alle vier de wedstrijden.
De club schreef zich niet meer in voor het volgende seizoen dat al na één speeldag afgebroken werd door de perikelen in de Tweede Wereldoorlog. Na de oorlog werd Schweidnitz Pools en werden alle voetbalclubs ontbonden.